# جولييان كامينو
جولييان كامينو (بالإسبانية: Julián Camino)‏ هو لاعب كرة قدم أرجنتيني في مركز الدفاع، ولد في 2 مايو 1961 في Maipú, Buenos Aires ‏ في الأرجنتين. شارك مع منتخب الأرجنتين لكرة القدم. أما مع النوادي، فقد لعب مع أرجنتينوس جونيورز وإستوديانتيس دي لا بلاتا ونادي أتليتيكو بيلغرانو ونادي إيست بنغال.